# Kurt Schnöring
Kurt Schnöring (* 26. Februar 1939 in Wuppertal-Ronsdorf) ist ein deutscher Buchautor, Heimatforscher und Journalist.

## Leben
Schnöring war zunächst als Journalist in Düsseldorf und Köln, dann als Chefredakteur des Wuppertaler Stadt-Anzeigers bis zur Einstellung des Blattes tätig. Er wirkte 28 Jahre als Redakteur der Monatszeitschrift Wuppertal-Magazin und der Publikation Wupperbrücke, einer Informationsschrift für im Ausland lebende Wuppertaler. Bis zu seinem Ruhestand leitete Schnöring 26 Jahre die Presseabteilung und war stellvertretender Amtsleiter des Presse- und Informationsamtes der Stadtverwaltung Wuppertal.
Der Heimatforscher ist Verfasser und Koautor zahlreicher Sachbücher und Bildbände zur Geschichte Wuppertals und Umgebung; bis 2010 war Schnöring an über 40 Publikationen beteiligt. Daneben vermittelte er sein heimatkundliches Wissen bei Stadtrundfahrten, Vorträgen und Lesungen. Heute lebt der Pensionär mit seiner Ehefrau im Wuppertaler Stadtteil Ronsdorf.

## Auszeichnungen
- Rheinlandtaler, 10. Dezember 1990
- Erich-Lawatsch-Gedenkmedaille, Deutscher Siedlerbund für Frieden und Versöhnung

## Veröffentlichungen (Auswahl)
- Die NS-Mentalität der Vertriebenenpresse. Kontakt-Verlag, Uffing (Oberbayern) 1960
- Es begann 1834. Staatsverlag, Wuppertal/Lüdenscheid 1974, ISBN 3-87770-012-8
- Diesseits und jenseits der Barrikaden. Staatsverlag, Wuppertal 1976, ISBN 3-87770-017-9
- Auschwitz begann in Wuppertal. Peter Hammer Verlag, Wuppertal 1981, ISBN 3-87294-174-7
- Mahnmal KZ Kemna (Wuppertal). Der Oberstadtdirektor, Wuppertal 1983
- Deutschsprachige Medien in aller Welt. Presse- und Informationsamt, Wuppertal 1984
- Aus dem bergischen Liefersack. zusammen mit Hans Geib. Pomp und Sobkowiak, Essen 1985, ISBN 3-922693-60-1
- Schwebebahn-Album. Edition Kierdorf, Remscheid 1986, ISBN 3-89118-019-5
- Wuppertal in Bildern von damals bis heute. 1987, ISBN 3-89118-019-5
- Wuppertaler Lesebuch. Born-Verlag, Wuppertal 1988, ISBN 3-87093-052-7
- Wichlinghausen in Bildern von damals bis heute. 1. Auflage. Geiger-Verlag, Horb am Neckar 1988, ISBN 3-89264-195-1
- Wuppertal / 2. Wuppertal 1929–1989. 1989, ISBN 3-89264-315-6
- Die Wupper. Wienand Köln 1993, ISBN 3-87909-287-7
- Aus dem Bergischen Garnkasten, mit Hans Geib. Pomp, Essen 1993, ISBN 3-89355-087-9
- Aus dem bergischen Liefersack, mit Hans Geib. Pomp, Essen 1994, ISBN 3-89355-011-9
- Wuppertal im Spiegel der Jahreszeiten, mit Holger Klaes. Gronenberg-Verlag, Gummersbach 1995, ISBN 3-88265-195-4
- Stunde Null in Wuppertal. Pomp, Bottrop 1995, ISBN 3-89355-108-5
- Schöne Schlösser, Burgen und Kirchen, mit Holger Klaes. Pomp, Bottrop 1997, ISBN 3-89355-144-1
- Das Bergische Land, mit Holger Klaes, Pomp. Bottrop 1998, ISBN 3-89355-174-3
- Wuppertal: Ein verlorenes Stadtbild. Wartberg-Verlag, Gudensberg-Gleichen 1999, ISBN 3-86134-557-9
- Wuppertal: Gestern und heute; eine Gegenüberstellung, mit Uwe Meiswinkel. Wartberg-Verlag, Gudensberg-Gleichen 2000, ISBN 3-86134-945-0
- Wuppertal: Bewegte Zeiten; die 50er Jahre . Wartberg-Verlag, Gudensberg-Gleichen 2000, ISBN 3-86134-944-2
- Wuppertal nach 1945. Wartberg-Verlag, Gudensberg-Gleichen 2001, ISBN 3-8313-1175-7
- Schöne Schlösser, Burgen und Kirchen, mit Holger Klaes. Pomp, Bottrop 2001, ISBN 3-89355-144-1
- Die Wuppertaler Schwebebahn. Wartberg-Verlag, Gudensberg-Gleichen 2001, ISBN 3-86134-843-8
- Das war das 20. Jahrhundert in Wuppertal. Wartberg-Verlag, Gudensberg-Gleichen 2002, ISBN 3-8313-1207-9
- Geheimnisvolles Wuppertal. Wartberg-Verlag, Gudensberg-Gleichen 2003, ISBN 3-8313-1356-3
- Geschichte der Stadt Wuppertal. Wartberg-Verlag, Gudensberg-Gleichen 2004, ISBN 3-8313-1421-7
- Wuppertaler Straßengeschichten. Wartberg-Verlag, Gudensberg-Gleichen 2005, ISBN 3-8313-1591-4
- Rund um den Ollen Matt. Herkules-Verlag, Kassel 2005, ISBN 3-937924-14-0
- Weißt du noch? Von Fita, Thalia … Muckefuck und langen Strümpfen … Herkules-Verlag, Kassel 2006, ISBN 978-3-937924-39-7
- Unsere 60er Jahre in Wuppertal. Wartberg-Verlag, Gudensberg-Gleichen 2006, ISBN 978-3-8313-1710-3
- Wuppertal – Faszination Schwebebahn. Herkules-Verlag, Kassel 2007, ISBN 978-3-937924-56-4
- Dröppelmina, Husch-Husch und Zuckerfritz. Wartberg-Verlag, Gudensberg-Gleichen 2011, ISBN 978-3-8313-2143-8